# Боније
Боније (фр. Bonnieux) насеље је и општина у Француској у региону Прованса-Алпи-Азурна обала, у департману Воклиз која припада префектури Апт.
По подацима из 2011. године у општини је живело 1413 становника, а густина насељености је износила 27,64 становника/km². Општина се простире на површини од 51,12 km². Налази се на средњој надморској висини од 420 метара (максималној 715 m, а минималној 153 m).

## Демографија
| 1962. | 1968. | 1975. | 1982. | 1990. | 1999. | 2011. |
| ----- | ----- | ----- | ----- | ----- | ----- | ----- |
| 1.262 | 1.292 | 1.360 | 1.385 | 1.422 | 1.417 | 1.413 |

График промене броја становника у току последњих година